# 뷔르템베르크

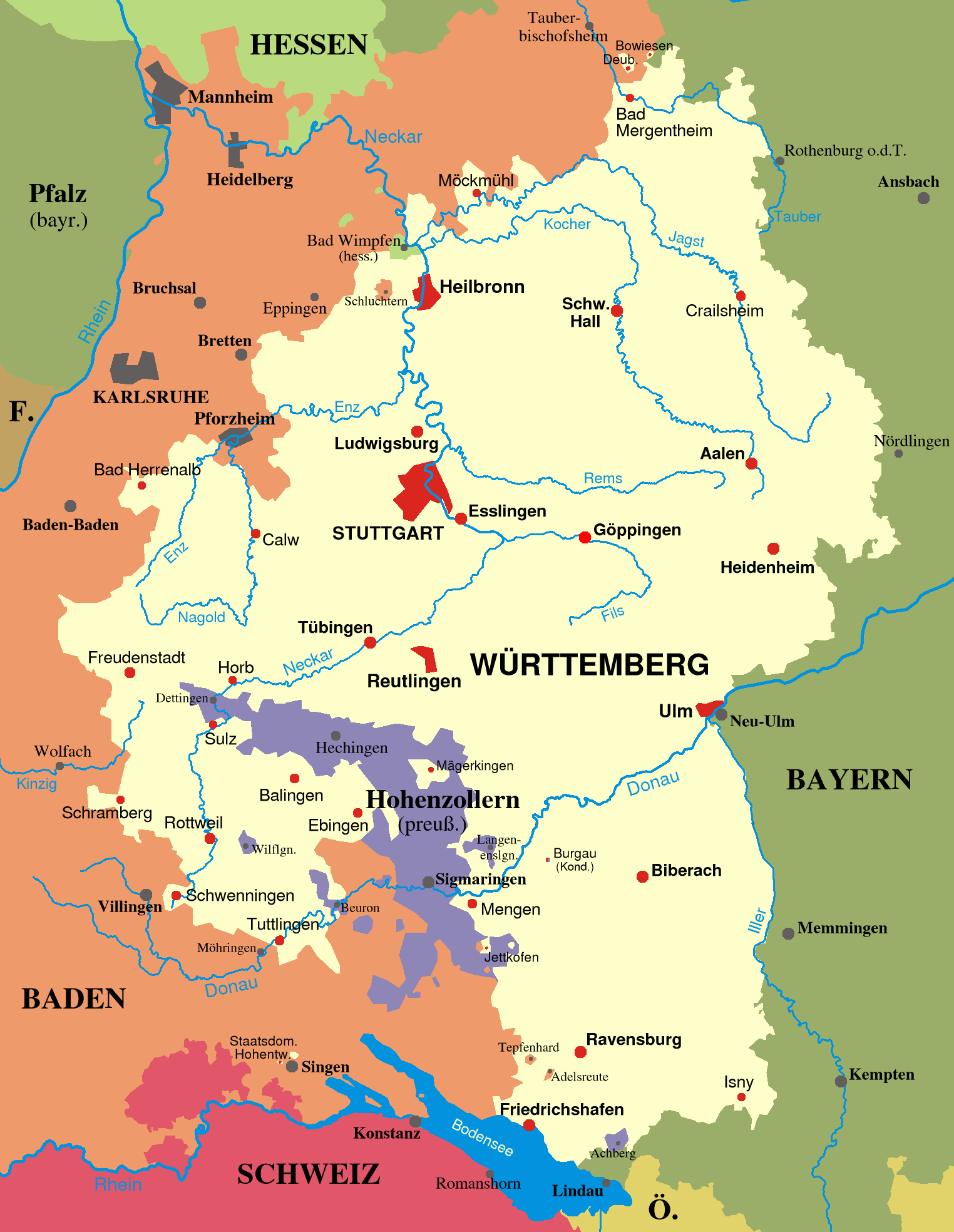
뷔르템베르크 (1810~1945)

뷔르템베르크의 문장

뷔르템베르크(Württemberg)는 독일 서남부 슈바벤에 있었던 지역 이름이다. 면적은 약 2만km2이고, 중심지는 슈투트가르트이다.

## 역사
1495년 뷔르템베르크 공국이 되었다가, 1806년부터 1918년까지 뷔르템베르크 왕국이었다. 1871년 독일 제국의 일부가 되었다. 1918년 독일 제국의 패전으로 왕이 퇴위, 자유주가 되었다가 1952년 이웃 바덴 주와 통합, 바덴뷔르템베르크주가 되었다.

## 지리
동쪽은 바이에른, 서쪽은 바덴과 접하고 있다. 남쪽에는 콘스탄츠 호가 있다.